# High & Low: The Movie
High & Low: The Movie é um filme de ação japonês dirigido por Shigeaki Kubo. O seu lançamento ocorreu em 16 de julho de 2016 pela Shochiku e estreou em segundo lugar nas bilheterias japonesas em sua estreia, arrecadando 668,3 milhões de ienes. Em seu segundo final de semana, o filme se classificou em quinto lugar, atingindo um total bruto de mais de 1 bilhão de ienes. Seu enredo inicia-se onde parou a segunda temporada do drama televisivo High & Low (2016).

## Enredo
Uma cidade dominada pelos Mugen, foi dividida em cinco distritos dominados pelas gangues: Sannoh Rengokai, White Rascals, Oya Kohkoh, Rude Boys e Daruma Ikka. O domínio dos Mugen na cidade terminou após os lendários irmãos Amamiya se recusarem a se submeter à sua vontade. As cinco quadrilhas que compõem a S.W.O.R.D. lutam por seu orgulho e glória, mas os poderosos guerreiros misteriosos aparecem.
Kohaku (Akira), ex-líder da poderosa quadrilha de ciclistas de Mugen, fica arrasado com a morte de seu amigo íntimo, Tatsuya. Ele é abordado por Li (Seungri "V.I."), de Chanson, uma máfia da Coreia. Chanson planeja derrubar o poderoso grupo Kuryu, mas, por enquanto, eles trabalham juntos. Chanson pede a ajuda dos Mighty Warriors, uma nova gangue poderosa das regiões costeiras, para causar estragos nos distritos da S.W.O.R.D. Mais notavelmente, Might Warriors incendeia a Nameless Road, matando alguns dos moradores lá.
As cinco gangues da S.W.O.R.D precisam se unir para derrotar este novo inimigo que apareceu. Kohaku volta aos seus sentidos, o plano de Li falhou e é uma vitória para os distritos da S.W.O.R.D.

## Elenco
- Akira
- Sho Aoyagi
- Hiroyuki Takaya
- Yushin Okami
- Seungri "V.I"
- Takanori Iwata
- Takahiro
- Hiroomi Tosaka
- Nobuyuki Suzuki
- Keita Machida
- Kenjiro Yamashita
- Kanta Sato
- Taiki Sato
- Keiji Kuroki
- Yuya Endo
- Kento Hayashi
- Yuki Yamada